# 波旁 (伊利諾伊州)
波旁（英語：Bourbon）是位於美國伊利諾伊州道格拉斯縣的一個非建制地區。該地的面積和人口皆未知。

## 地理
波旁的座標為39°44′44″N 88°22′44″W / 39.74556°N 88.37889°W，而該地的平均海拔高度為201米（即659英尺）。